# Cruz de la Libertad (Estonia)

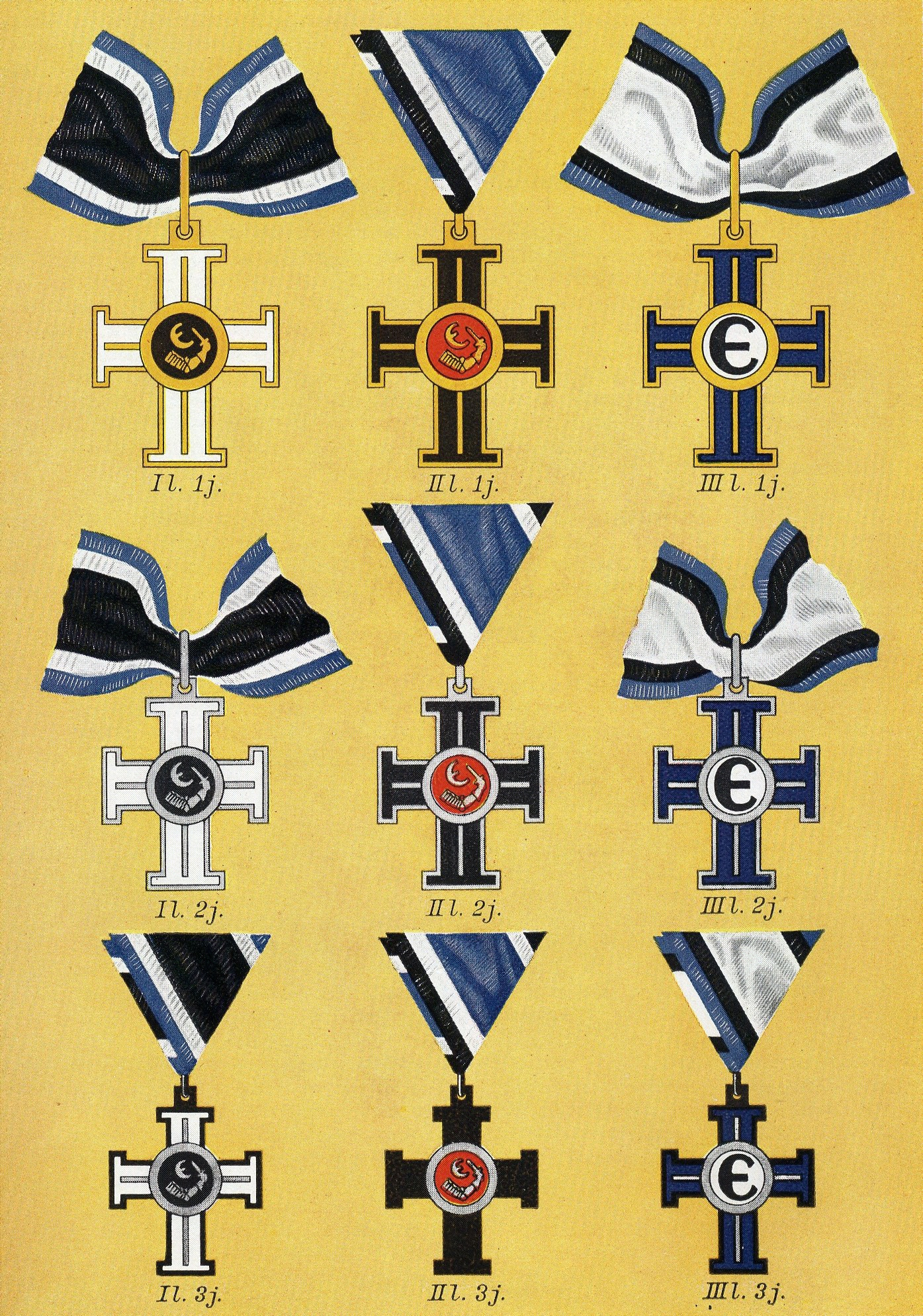
Distintas versiones de la Cruz de la Libertad.

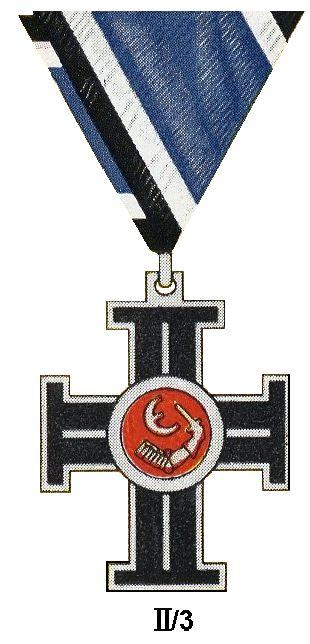
Cruz de la Libertad, II División, 3ª clase.

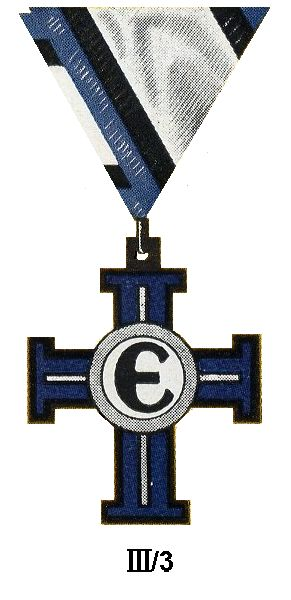
Cruz de la Libertad, III División, 3ª clase.

La Cruz de la Libertad (en idioma estonio, Vabadusrist) fue una condecoración del Orden entregada por estonia entre los años 1919 y 1925.

## Historia
El 24 de febrero de 1919, un año después de la proclamación de independencia de Estonia, el primer ministro Konstantin Päts, esbozó la Cruz de la Libertad.
La Cruz de la Libertad se otorgó en honor de servicios especiales prestados a la nación durante la Guerra de Independencia de Estonia (1918-1920). Además, la condecoración se entregó también a diez personas que padecieron la represión tras el golpe de Estado bolchevique en Estonia de 1924.
El último agraciado con la Cruz de la Libertad fue designado en 1925. Por un decreto del Parlamento estonio del 19 de junio de 1925, se eliminaba la Cruz de la Libertad, que, no obstante, puede seguir siendo otorgada en caso de guerra a aquellas personas que contribuyan a la libertad de Estonia.
En muchos casos, la concesión de la Cruz de la Libertad se acompañaba de una atribución económica, la concesión de tierras o de becas para la formación.

## Divisiones y niveles
La Cruz de la Libertad tiene tres divisiones:
- Primera división (blanco): por servicios militares
- Segunda división (negro): por el valor en la batalla
- Tercera división (azul): por servicios civiles

Cada división contiene tres clases. La primera clase de la segunda división nunca se ha entregado.
En la condecoración se indican las iniciales VR (de Vabadusrist), la división en números romanos y la clase en números arábigos.
La condecoración fue un diseño del artista estonio Peet Aren (1889–1970). Se basan en la Cruz de la Libertad de Finlandia y en la cruz del Gran Maestre de la Orden Teutónica. De entre los colores se escogieron los tres que forman parte de la bandera de Estonia: azul, negro y blanco.

## Premiados
La Cruz de la Libertad se entregó 3224 veces en toda su historia, contándose 3130 premiados distintos en total. La versión que más veces fue entregada fue la II/3; la II/1 no fue otorgada nunca. La última persona viva en recibir la Cruz de la Libertad fue Karl Jaanus, que murió el 6 de octubre de 2000.
| País         | I/1 | II/1 | III/1 | I/2 | II/2 | III/2 | I/3 | II/3 | III/3 | Total |
| ------------ | --- | ---- | ----- | --- | ---- | ----- | --- | ---- | ----- | ----- |
| Estonia      | 11  | -    | 18    | 51  | 29   | 8     | 339 | 1672 | 22    | 2150  |
| Finlandia    | 5   | -    | 13    | 30  | -    | 7     | 128 | 495  | -     | 678   |
| Gran Bretaña | 14  | -    | 18    | 19  | -    | 10    | 45  | 21   | 2     | 129   |
| Letonia      | 1   | -    | 6     | 12  | -    | 2     | 5   | 21   | 3     | 50    |
| Dinamarca    | 1   | -    | 1     | 1   | -    | 1     | 17  | 27   | -     | 48    |
| Polonia      | 1   | -    | 11    | 13  | -    | 4     | 15  | -    | 1     | 45    |
| EE. UU.      | 1   | -    | 2     | 8   | -    | 2     | 27  | -    | 3     | 43    |
| Francia      | 6   | -    | 20    | 1   | -    | 3     | 5   | -    | -     | 35    |
| Suecia       | -   | -    | 3     | -   | -    | 1     | 1   | 11   | 2     | 18    |
| Italia       | 2   | -    | 10    | -   | -    | 1     | -   | -    | -     | 13    |
| Bulgaria     | 1   | -    | 1     | -   | -    | -     | -   | -    | 1     | 3     |
| Japón        | -   | -    | 2     | 1   | -    | -     | -   | -    | -     | 3     |
| Hungría      | -   | -    | 1     | -   | -    | 1     | -   | -    | -     | 2     |
| Lituania     | -   | -    | 1     | -   | -    | 1     | -   | -    | -     | 2     |
| Argentinia   | -   | -    | 1     | -   | -    | -     | -   | -    | 1     | 2     |
| Portugal     | -   | -    | 1     | -   | -    | -     | -   | -    | -     | 1     |
| Colombia     | -   | -    | 1     | -   | -    | -     | -   | -    | -     | 1     |
| India        | -   | -    | 1     | -   | -    | -     | -   | -    | -     | 1     |
| Total        | 43  | -    | 111   | 136 | 29   | 41    | 582 | 2247 | 35    | 3224  |

## Condecoraciones célebres
- El soldado británico desconocido VR I/1
- El soldado francés desconocido VR I/1
- El soldado italiano desconocido VR I/1
- La ciudad de Verdun VR I/1
- Alberto I de Bélgica VR I/1
- David Beatty VR I/1
- Stanley Baldwin VR III/1
- Arthur Balfour VR III/1
- Aristide Briand VR III/1
- Robert Cecil VR III/1
- Austen Chamberlain VR III/1
- Cristián X de Dinamarca VR I/1
- Georges Clemenceau VR III/1
- Gaston Doumergue VR III/1
- Ferdinand Foch VR I/1
- Pietro Gasparri VR III/1
- Jorge V de Inglaterra VR I/1
- Gustavo V de Suecia VR III/1
- Douglas Haig VR I/1
- Miklós Horthy VR III/1
- Kyösti Kallio VR III/1 und I/2
- Julius Kuperjanov VR II/2 und II/3
- Johan Laidoner VR I/1 und III/1
- David Lloyd George VR III/1
- Benito Mussolini VR III/1
- Karl Parts VR I/1, II/2 und II/3
- Philippe Pétain VR I/1
- Józef Piłsudski VR I/1 und III/1
- Johan Pitka VR I/1
- Jaan Poska VR III/1
- Konstantin Päts VR I/1 und III/1
- August Rei VR III/1
- Carlo Sforza VR III/1
- Władysław Sikorski VR III/1
- Otto Strandman VR III/1
- Kārlis Ulmanis VR III/1
- Víctor Manuel III de Italia VR III/1
- Aleksander Varma VR I/3
- Maxime Weygand VR I/1